# Self Esteem (песня)
«Self Esteem» (рус. Самоуважение) — песня американской панк-рок группы The Offspring Это восьмой трек с их третьего студийного альбома  Smash (альбом) и был выпущен в качестве второго сингла с альбома. Эта песня была хитом во всем мире, достигнув 1-й позиции в чартах Латвии, Норвегии и Швеции и был одним из самых успешных синглов группы. Тем не менее, фронтмен Декстер Холланд упоминает в Complete Music Video Collection, что эта песня не была очень популярна в Японии.
«Self Esteem» была номинирована в 1995 году MTV Europe Music Awards в категории «Лучшая песня», но проиграла композиции The Cranberries «Zombie» .
Песня также появляется как третий трек в сборнике Greatest Hits (2005).

## Список композиций

### CD диск
| №  | Название                | Длительность |
| -- | ----------------------- | ------------ |
| 1. | «Self Esteem»           | 4:17         |
| 2. | «Burn It Up»            | 2:43         |
| 3. | «Jennifer Lost the War» | 2:35         |

### CD maxi
| №  | Название                | Длительность |
| -- | ----------------------- | ------------ |
| 1. | «Self Esteem»           | 4:17         |
| 2. | «Jennifer Lost the War» | 2:35         |
| 3. | «Burn It Up»            | 2:43         |

### 12" maxi
| №  | Название                | Длительность |
| -- | ----------------------- | ------------ |
| 1. | «Self Esteem»           | 4:17         |
| 2. | «Burn It Up»            | 2:43         |
| 3. | «Jennifer Lost the War» | 2:35         |

## Музыкальное видео
Режиссёром музыкального видео к песне стал Даррен Лаветт (который также срежиссировал их предыдущее видео «Come Out and Play»). Клип был снят в августе 1994 года, после того, как альбом Smash стал золотым и платиновым. Музыкальное видео изображает несколько человек, исполняющих разнообразные трюки. Между ними показывается группа, исполняющая песню на сцене.
В течение видео Декстер появляется в трёх разных футболках с изображением музыкальных групп. Сначала он одет в футболку с Sex Pistols. Потом он носит футболку с The Germs, а затем — с Vandals (в сцене, где он предстает в виде скелета).
В интервью на DVD Greatest Hits группы The Offspring, Кевин Вассерман сказал, что отдал свой Fender Stratocaster (на котором он играл в клипах на «Come Out and Play» и «Self Esteem») одному из актеров, снимавшихся в видео.
«Self Esteem» остается одним из самых популярных видео группы. Популярность клипа на MTV способствовала удачному запуску песни на радио.